# Roques Blanques (Anoia)
|  | Per a altres significats, vegeu «Roques Blanques». |

Roques Blanques és un petit espai natural que constitueix una prolongació vers a ponent del massís de Montserrat. Format per una vall estreta i tancada, encerclada per les muntanyes del Bruc i de la Fembra Morta (Castellolí) i constituïda bàsicament per materials paleozoics, Roques Blanques es caracteritza pel substrat silici, sense carbonats, el qual aporta grans peculiaritats al paisatge d'aquest territori. Els penya-segats triàsics de la vall són un exponent de la riquesa florística; en destaquen les comunitats de falgueres i crespinells, pròpies de les contrades mediterrànies, molt rares a Catalunya.

## Medi físic
Tot i la proximitat al massís de Montserrat, l'espai presenta un substrat silici, sense carbonats, i una situació estructural ben distinta que determinen algunes peculiaritats del paisatge d'aquest territori. El fons dels torrents permet aflorar les roques paleozoiques subjacents.

## Biodiversitat
Pel que fa a la biodiversitat, en aquest Espai natural cal remarcar la importància que suposa disposar de penya-segats triàsics, els quals permeten que s'hi desenvolupin espècies de flora d'interès associades a les comunitats de falgueres i crespinells.

### Vegetació i flora
El paisatge de Roques Blanques és format per un mosaic complex d'unitats de vegetació, algunes de les quals d'especial interès pels seus valors naturals. Els penya-segats de la vall són un exponent de la riquesa florística de l'Espai, on destaquen les comunitats casmofíliques i silicícoles de falgueres i crespinells (Cheilanthetum fragrantis-marantnae), molt rares a Catalunya, pròpies de les contrades mediterrànies marítimes. Les comunitats rupícoles guarden algunes espècies, especialment termòfiles, de caràcter excepcional per a la flora catalana.
La singularitat florística es manifesta als vessants assolellats de la Fembra Morta, on tenen un paper important les brolles silicícoles d'estepes i bruc boal (Cisto-Sarothamnetum catalaunici), caracteritzades per l'abundància d'una lleguminosa molt rara en la flora catalana, Adenocarpus telonensis. Així mateix, cal ressaltar la notable diversitat de la flora liquenològica i micològica.
En alguns fondals i obagues més inaccessibles resten fragments d'alzinars ben constituïts, així com boscos de ribera amb retalls de gatelledes, testimonis del paisatge primitiu d'aquest territori que ha estat intensament transformat per l'acció antròpica.

### Fauna
La fauna d'aquest Espai és semblant a la del massís de Montserrat, tot i que no presenta alguns elements de caràcter tan rupícola. Ambdós espais constitueixen un sistema continu de gran interès. Pel que fa als ocells, s'hi troben espècies com ara la xixella (Columba oenas), l'enganyapastors (Caprimulgus europaeus), el mussol banyut (Asio otus), el trobat (Anthus campestris), el tallarol emmascarat (Sylvia hortensis) i l'hortolà (Emberiza hortulana). Cal tenir en compte que les comunitats de lepidòpters hi tenen un gran valor, tant per la diversitat com per la singularitat d'algunes espècies.

## Protecció
L'Espai Natural protegit de les Roques Blanques va ser incorporat al PEIN pel Decret 328/1992, pel qual es va aprovar el PEIN. Aquest Espai va ser declarat per primera vegada com a LIC l'any 1997, Zona d'especial protecció per a les aus (ZEPA) l'any 2005 i, posteriorment, va ser ampliat com a espai Natura 2000 mitjançant l'Acord de Govern 112/2006, de 5 de setembre, que va aprovar la xarxa Natura 2000 a Catalunya. Així mateix, mitjançant el Pla especial se'n va fer la delimitació definitiva. Aquest Pla complementa el règim normatiu bàsic de protecció establert pel PEIN amb determinacions específiques per a aquest Espai.